# Comitatul Sătmar
Comitatul Sătmar, cunoscut și ca Varmeghia Sătmarului (în maghiară Szatmár vármegye, în germană Komitat Sathmar, în latină Comitatus Szathmariensis), a fost o unitate administrativă a Regatului Ungariei din secolul XI și până în 1949 (în perioada interbelică și în cea postbelică cuprinzând doar teritoriile vestice, acordate Ungariei la Tratatul de la Trianon). Capitalele istorice a comitatului au fost orașele Sătmar (până în 1800, respectiv între 1940-1945), Careii Mari (între 1800-1925) și Mátészalka (între 1920-1940, respectiv între 1945-1949).

## Geografie
Comitatul Sătmar se învecina la vest cu Comitatul Szabolcs, la nord cu comitatele Bereg și Ugocea (Ugocsa), la nord-est cu Comitatul Maramureș (Máramaros), la sud-est cu Comitatul Solnoc-Dăbâca (Szolnok-Doboka), la sud cu Comitatul Sălaj (Szilágy) și la sud-vest cu Comitatul Bihor (Bihar). El este situat la sud de râul Tisa (Tisza). Râul Someș (Szamos) curgea pe teritoriul comitatului. Suprafața comitatului în 1910 era de 6.257 km², incluzând suprafețele de apă.

## Istorie
Comitatul Sătmar a fost unul din cele mai vechi comitate din Regatul Ungariei, el fiind atestat încă din secolul XI. Acest comitat a făcut ulterior parte din Principatul Transilvaniei (1711-1867). În 1920, prin Tratatul de la Trianon, cea mai mare parte a teritoriului său a revenit României. Partea nord-vestică a comitatului Sătmar a rămas în componența Ungariei și a format, împreună cu porțiuni din fostele comitate Bereg și Ugocea, un nou comitat denumit Szatmár-Ugocsa-Bereg. Capitala acestui nou comitat a fost orașul Mátészalka, care făcuse parte anterior din comitatul Sătmar.
În perioada 1940-1944 partea românească a fostului comitat Sătmar a fost ocupată de Ungaria, în urma Dictatului de la Viena. După cel de-al Doilea Război Mondial, comitatul Szatmár-Ugocsa-Bereg a fost unit cu comitatul Szabolcs și s-a format astfel județul Szabolcs-Szatmár. În anii 1990 acest județ a fost redenumit Szabolcs-Szatmár-Bereg.
Partea românească a fostului comitat Sătmar se regăsește azi în componența județului Satu Mare, cu excepția părții de est (cu orașul Baia Mare), care face parte din județul Maramureș.

## Demografie
În 1910, populația comitatului era de 361.740 locuitori, dintre care: 
- Maghiari -- 235.291 (65,04%)
- Români -- 118.774 (32,83%)
- Germani -- 6.041 (1,67%)
- Slovaci -- 398 (0,11%)
- Alții -- 1.236

## Subdiviziuni
La începutul secolului 20, subdiviziunile comitatului Sătmar erau următoarele:
| Districte (járás)                            | Districte (járás)           |
| District                                     | Capitală                    |
| -------------------------------------------- | --------------------------- |
| Nagykároly                                   | Nagykároly --- Carei        |
| Szatmárnémeti                                | Szatmárnémeti --- Satu Mare |
| Csenger                                      | Csenger                     |
| Fehérgyarmat                                 | Fehérgyarmat                |
| Mátészalka                                   | Mátészalka                  |
| Szinérváralja                                | Szinérváralja --- Seini     |
| Nagybánya                                    | Nagybánya --- Baia Mare     |
| Nagysomkút                                   | Nagysomkút --- Șomcuta Mare |
| Erdőd                                        | Erdőd --- Ardud             |
| Comitate urbane (törvényhatósági jogú város) |                             |
| Szatmárnémeti --- Satu Mare                  |                             |
| Districte urbane (rendezett tanácsú város)   |                             |
| Nagykároly --- Carei                         |                             |
| Nagybánya --- Baia Mare                      |                             |
| Felsőbánya --- Baia Sprie                    |                             |

Orașele Csenger, Fehérgyarmat și Mátészalka se află în prezent pe teritoriul Ungariei; celelalte orașe fac parte din teritoriul României.